# Elasmodactylus
Elasmodactylus is een geslacht van hagedissen dat behoort tot de gekko's (Gekkota) en de familie Gekkonidae.

## Naam en indeling
Er zijn twee soorten, de wetenschappelijke naam van de groep werd voor het eerst voorgesteld door George Albert Boulenger in 1894. Zijn beschreven soorten werden later geplaatst in het geslacht Pachydactylus. In 2005 werden na studies door Aaron M. Bauer en Trip Lamb de soorten weer in het geslacht Elasmodactylus geplaatst
De geslachtsnaam Elasmodactylus betekent vrij vertaald 'plaatvinger'.

## Verspreiding en habitat
De gekko's komen voor in delen van Afrika en leven in de landen Tanzania, Zimbabwe, Mozambique, Congo-Kinshasa en Zambia. De habitat bestaat uit droge savannen en rotsige omgevingen. Ook in door de mens aangepaste streken zoals landelijke tuinen kunnen de dieren worden aangetroffen.

## Beschermingsstatus
Door de internationale natuurbeschermingsorganisatie IUCN is aan beide soorten een beschermingsstatus toegewezen. De hagedissen worden beschouwd als 'veilig' (Least Concern of LC).

## Soorten
Het geslacht omvat de volgende soorten, met de auteur en het verspreidingsgebied.
| Naam                        | Auteur          | Verspreidingsgebied                        |
| --------------------------- | --------------- | ------------------------------------------ |
| Elasmodactylus tetensis     | Loveridge, 1953 | Mozambique, Tanzania, Zimbabwe             |
| Elasmodactylus tuberculosus | Boulenger, 1895 | Tanzania, Zimbabwe, Congo-Kinshasa, Zambia |